# Liste des principales adventices en France

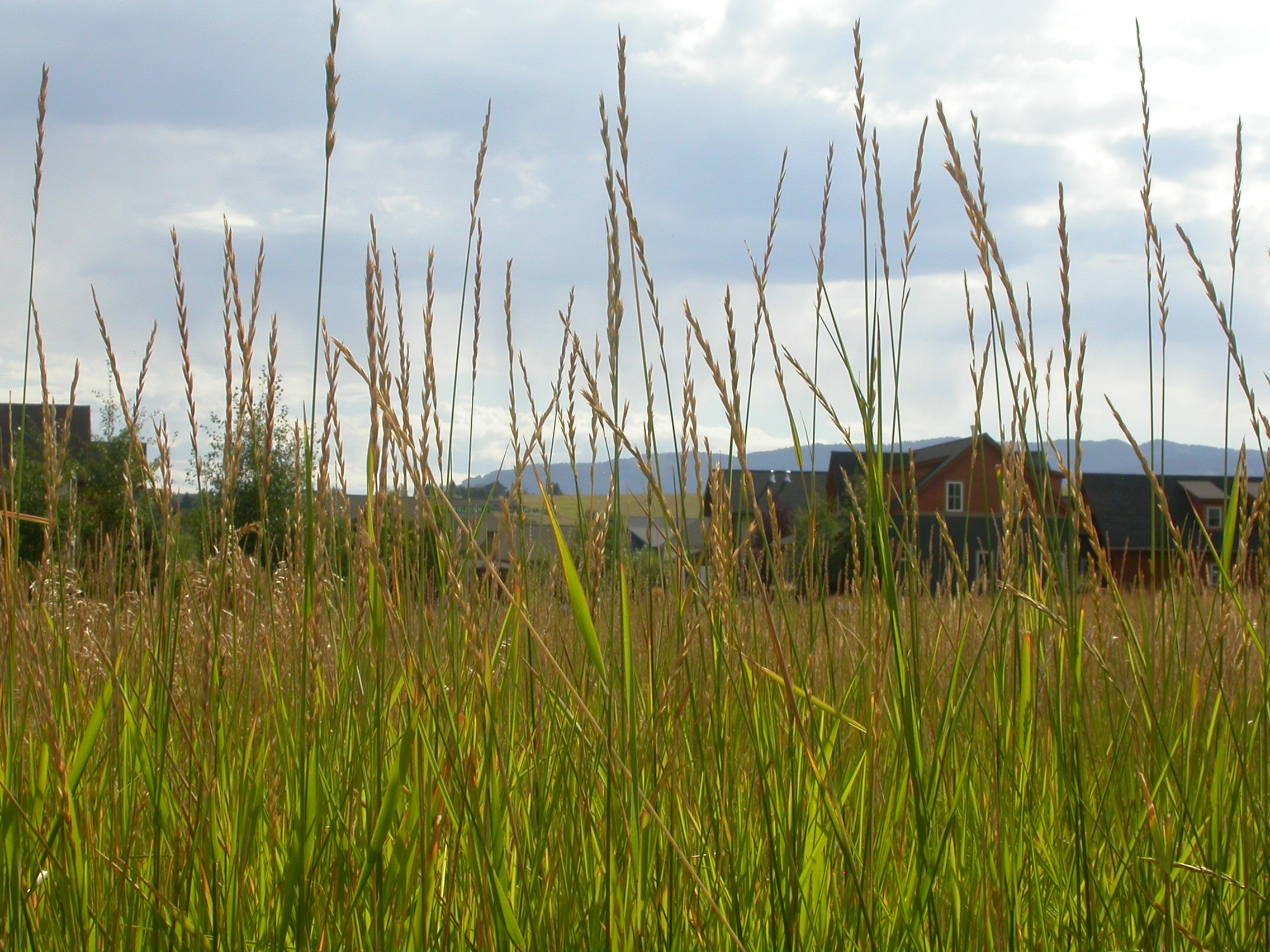
Chiendent officinal.

Les principales adventices (ou mauvaises herbes ou herbes indésirables) présentes dans les cultures en France métropolitaine sont indiquées ci-dessous, avec leur nom commun, leur nom latin et leur famille botanique.
Il existe en France 220 espèces d'adventices importantes, mais 1 200 espèces peuvent se rencontrer dans les agroécosystèmes et 26 sont très fréquentes. Les adventices appartiennent à un grand nombre de familles botaniques mais plus de la moitié des espèces fréquemment rencontrées appartiennent à l’une des familles suivantes : Astéracées, Poacées, Cyperacées, Polygonacées, Brassicacées et Apiacées,. La famille des Poacées (communément appelées graminées) contient le plus grand nombre d'adventices.
Certaines adventices peuvent être des repousses de plantes cultivées, des plantes cultivées dans un autre contexte (par exemple, le vulpin des champs, plante fourragère de prairie), ou des ancêtres sauvages de plantes cultivées (cas de l'avoine et du seigle).
Bon nombre d'entre elles sont dénommées de différentes façons selon les régions, ou sont dénommées de la même façon alors qu'il s'agit d'espèces différentes.

## Liste des principales adventices en France
- Haut – A
- B
- C
- D
- E
- F
- G
- H
- I
- J
- K
- L
- M
- N
- O
- P
- Q
- R
- S
- T
- U
- V
- W
- X
- Y
- Z

### A
- Abutilon de Théophraste (Abutilon theophrasti) - Malvacées
- Achillée mille-feuilles (Achillea millefolium L.) - Astéracées
- Adonis d'été ou goutte de sang (Adonis aestivalis L.) - Renonculacées
- Agrostide ou jouet du vent (Apera spica-venti P.Beauv.) - Poacées
- Agrostide stolonifère ou trainasse (Agrostis stolonifera L.) - Poacées
- Amarante ascendante (Amarantus ascendens Lois.) - Amaranthacées
- Amarante réfléchie (Amarantus retroflexus L.) - Amaranthacées
- Ambroisie à feuilles d'armoise (Ambrosia artemisiaefolia L.) - Composées
- Ammi élevé (Ammi majus L.) - Apiacées
- Anthémis fétide (Anthemis cotula L.) - Astéracées
- Armoise commune (Artemisa vulgaris L.) - Astéracées
- Arroche hastée (Atriplex hastata L.) - Chénopodiacées
- Arroche étalée (Atriplex patula L.) - Chénopodiacées
- Avoine à chapelet sous-espèce de l'avoine élevée (Arrhenatherum elatius bulbosum Presl.) - Poacées

### B
- Barbarée commune herbe de sainte Barbe (Barbarea vulgaris R.Br.) - Brassicacées
- Bifora rayonnant (Bifora radians Bieb.) - Apiacées
- Bleuet des champs (Centaurea cyanus L.) - Astéracées
- Bourrache officinale (Borago officinalis L.) - Boraginacées
- Bourse à pasteur (Capsella bursa-pastoris) - Brassicacées
- Brome stérile (Bromus sterilis L.) - Poacées
- Buglosse d'Italie ou fausse bourrache - (Anchusa azurea Mill.) - Boraginacées

### C
- Camomille (Anthemis sp.) - Astéracées
- Cardamine hirsute (Cardamine hirsuta L.) - Brassicacées
- Carotte sauvage (Daucus carota L.) - Apiacées
- Chanvre d'eau (Bidens frondosa L.) - Astéracées
- Chardon des champs (Cirsium arvense Scop.) - Astéracées[5]
- Chélidoine (Chelidonium majus L.) - Papavéracées
- Chénopode à nombreuses graines (Chenopodium polyspermum L.) - Chénopodiacées
- Chénopode blanc (Chenopodium album L.) - Chénopodiacées[6]
- Chénopode hybride (Chenopodium hybridum L.) - Chénopodiacées
- Chiendent officinal (Elytrigia repens L. ou Agropyron repens L.) - Poacées[7]
- Chiendent pied-de-poule (Cynodon dactylon (L.) Pers) - Poacées
- Chrysanthème des moissons ou marguerite dorée (Chrysanthemum segetum L.) - Astéracées
- Compagnon blanc (Lychnis dioica L.) - Caryophyllacées
- Coquelicot (Papaver rhoeas L.) - Papavéracées[8]
- Crételle des prés (Cynosurus cristatus L.) - Poacées

### D
- Datura stramoine ou pomme épineuse (Datura stramonium L.) - Solanacées
- Digitaire sanguine (Digitaria sanguinalis Scop.) - Poacées

### E
- Érigéron du Canada (Conyza canadensis) - Astéracées[9]
- Euphorbe réveille-matin (Euphorbia helioscopia L.) - Euphorbiacées
- Erodium à feuilles de ciguë (Erodium cicutarium L.) - Géraniacées

### F
- Folle avoine (Avena fatua L.) - Poacées
- Fumeterre officinale (Fumaria officinalis L.) - Fumariacées

### G
- Gaillet gratteron (Galium aparine L.) - Rubiacées
- Galinsoga (Galinsoga aristulata Bicknell) - Composées
- Géranium à feuilles découpées ou disséqué (Geranium dissectum L.) - Géraniacées
- Géranium fluet ou à tiges grêles (Geranium pusillum L.) - Géraniacées
- Géranium Herbe à Robert (Geranium robertianum L.) - Géraniacées
- Gremil des champs (Lithospermum arvense L.) - Borraginacées

### L
- Laiteron des maraîchers (Sonchus oleraceus L.) - Astéracées
- Laiteron rude (Sonchus asper Hill) - Astéracées
- Laitue vireuse (Lactuca virosa L.) - Astéracées
- Lamier amplexicaule (Lamium amplexicaule L.) - Lamiacées
- Lamier pourpre (Lamium purpureum var purpureum L.) - Lamiacées
- Lampourde glouteron ou commune (Xanthium strumarium L.) - Astéracées
- Lampsane commune (Lampsana comunis L.) - Astéracées
- Lentille hérissée ou vesce hérissée (Vicia hirsuta L.) - Fabacées
- Linaire elatine ou velvote - (Kickxia elatine (L.) Dumort.) - Scrophulariacées
- Liseron des champs (Convolvulus arvensis L.) - Convolvulacées
- Liseron des haies (Calystegia sepium L.) - Convolvulacées

### M
- Mâche ou doucette (Valerianella auricula D.C.) - Valérianacées
- Matricaire ou fausse camomille - (Matricaria sp.) - Astéracées
- Mercuriale annuelle (Mercurialis annua L.) - Euphorbiacées
- Morelle noire (Solanum nigrum L.) - Solanacées
- Mouron des champs ou morgeline (Anagallis arvensis L.) - Primulacées
- Mouron des oiseaux (Stellaria media Cyrill) - Caryophyllacées
- Moutarde des champs (Sinapis arvensis L.) - Brassicacées
- Myosotis des champs (Myosotis arvensis Hill) - Borraginacées

### N
- Neslie à panicule (Neslia paniculata Desv.) - Astéracéess

### O
- Ortie brûlante ou petite ortie (Urtica urens L.) - Urticacées
- Ortie commune ou dioïque ou grande ortie (Urtica dioica L.) - Urticacées
- Ortie royale (Galeopsis tetrahit L.) - Lamiacées
- Oxalis corniculé (Oxalis corniculata L.) - Oxalidacées

### P
- Panic ou panice ou pied de coq (Panicum crus-galli P.B.) - Poacées
- Passerage champêtre (Lepidium campestre L.) - Brassicacées
- Patience crépue ou parelle (Rumex crispus L.) - Polygonacées
- Patience à feuilles obtuses (Rumex obtusifolius L.) - Polygonacées
- Pâturin annuel (Poa annua L.) - Poacées
- Pâturin commun (Poa trivialis L.) - Poacées
- Pavot argémone (Papaver argemone L.) - Papavéracées
- Peigne de Vénus (Scandix pecten-veneris L.) - Apiacées
- Pensée des champs (Viola tricolor L.) - Violacées
- Petite buglosse (Lycopsis arvensis L.) - Borraginacées
- Petite oseille ou oxalis petite oseille (Rumex acetosella L. ou Oxalis acetosella L.) - Polygonacées
- Pissenlit (Taraxacum sp.) - Astéracées
- Plantain corne de cerf (Plantago coronopus L.) - Plantaginacées
- Plantain élevé ou grand plantain - (Plantago major L.) - Plantaginacées
- Plantain lancéolé (Plantago lanceolata L.) - Plantaginacées
- Pourpier (Portulaca oleracea) - Portulacacées
- Prêle (Equisetum sp.)

### R
- Ravenelle (Raphanus raphanistrum L.) - Brassicacées
- Ray-grass ou ivraie - (Lolium multiflorum Lame.) - Poacées
- Renoncule des champs (Ranunculus arvensis L.) - Renonculacées
- Renoncule des marais (Ranunculus paludosus Poir.) - Renonculacées
- Renouée des oiseaux (Polygonum aviculare) - Polygonacées
- Renouée liseron (Polygonum convolvulus L.) - Polygonacées
- Renouée persicaire (Polygonum persicaria L.) - Polygonacées
- Réséda jaune (Reseda lutea L.) - Résédacées

### S
- Séneçon commun (Senecio vulgaris L.) - Astéracées
- Sétaire (Setaria sp.) - Poacées
- Souci des champs (Calendula arvensis L.) - Astéracées
- Spergule des champs (Spergua arvensis L.) - Caryophyllacées

### T
- Tussilage (Tussilago farfara L.) - Astéracées

### V
- Véronique à feuilles de lierre (Veronica hederaefolia L.) - Scrophulariacées
- Véronique de Perse (Veronica persica Poir.) - Scrophulariacées
- Vesce commune (Vicia sativa L.) - Fabacées
- Vulpie queue de rat (Vulpia myuros L.) - Poacées
- Vulpin des champs (Alopecurus agrestis L.) - Poacées